# Адамсонс, Эрик
Эта статья — о латвийском писателе Эрике Адамсоне. О эстонском художнике см. Адамсон-Эрик.
Э́рик А́дамсонс (латыш. Eriks Ādamsons; 22 июня 1907 — 28 февраля 1946) — латвийский писатель.

## Биография
Эрик Адамсонс родился 22 июня 1907 года в Риге, в семье заводского служащего.
Окончил Первую государственную гимназию. Изучал право в Латвийском университете. Публиковаться начал в 1924 году. Первый сборник его стихов «Серебро в огне» вышел в 1932 году. Наиболее известен как новеллист. Переводил с английского языка произведения Дж. Г. Байрона, О. Уайльда, Р. Киплинга, Р. Браунинга, Д. Г. Россетти, А. Теннисона, делал переводы русских, немецких и французских писателей. Был одним из участников латвийского творческого объединения «Зелёная ворона».
Для русского читателя наиболее известен по детской поэтической сказке «Цыганочка Рингла», опубликованной в 1970 году в переводе Л. Романенко. Книги Эрика Адамсона, в числе прочих, иллюстрировала старейшая латвийская художница Маргарита Старасте.
Был членом Союза писателей Латвии (с 1941 года). Обладатель литературной премии Фонда Райниса и Аспазии (1944).
Был женат на латвийской поэтессе Мирдзе Кемпе. Умер 28 февраля 1946 года от туберкулёза лёгких в Бикерниекском санатории. Похоронен на рижском Кладбище Райниса.

## Произведения
Поэзия
- «Серебро в огне» (латыш. "Sudrabs ugunī") (1932)
- «Гербы» (латыш. "Ģerboņi") (1937)
- «Цыганочка Рингла» (латыш. "Cigānmeitēns Ringla") (1939)
- «Солнечные часы» (латыш. "Saules pulkstenis") (1941)
- «Koklētājs Samtabikse»(1943)
- «Sapņu pīpe» (1951)

Проза
- сборник новелл «Изящные недуги» (латыш. "Smalkās kaites")
- «Lielais spītnieks»
- «Sava ceļa gājējs»
- «Рассказы о животных» (латыш. "Stāsti par dzīvniekiem")

Драматургия
- «Amora apburtā lapene»
- «Nagla, Tomāts un Plūmīte»
- «Mālu Ansis»
- «Шесть крестов» (латыш. "Seši krusti")